# Alain Behi
Alain Behi (ur. 1 lipca 1978 w Abidżanie) – iworyjski piłkarz występujący na pozycji pomocnika.

## Kariera
Behi zawodową karierę rozpoczął w sezonie 1996/1997 w LB Châteauroux, grającego w Division 2. W lidze tej zadebiutował 31 marca 1997 w zremisowanym 1:1 meczu z AS Beauvais. Zawodnikiem Châteauroux był do 2003 roku. Następnie odszedł do włoskiej Catanii (Serie B), gdzie spędził sezon 2003/2004. 
W 2004 roku został zawodnikiem belgijskiego RAEC Mons. W Eerste klasse pierwszy mecz rozegrał 7 sierpnia 2004 przeciwko Sint-Truidense VV (0:0). Po zakończeniu sezonu 2004/2005, przeszedł do greckiej Kallithei, z którą w sezonie 2005/2006 spadł z Alpha Ethniki do Beta Ethniki. Następnie występował w innej drużynie tej ligi, PAS Janina.
W styczniu 2008 przeszedł do duńskiego Randers FC. Przez 1,5 roku w jego barwach rozegrał 12 spotkań w Superligaen. W 2009 roku zakończył karierę.
| Rozgrywki     | Kraj    | Mecze | Bramki |
| ------------- | ------- | ----- | ------ |
| Ligue 2       | Francja | 97    | 2      |
| Serie B       | Włochy  | 25    | 0      |
| Eerste klasse | Belgia  | 24    | 1      |
| Alpha Ethniki | Grecja  | 14    | 0      |
| Beta Ethniki  | Grecja  | 25    | 4      |
| Superligaen   | Dania   | 12    | 0      |